# Copa Prefectural 1911
La Copa Prefectural de 1911 fue según los historiadores del fútbol boliviano, el primer torneo organizado en la historia de Bolivia.[cita requerida]

## Historia
The Strongest (1908) y Nimbles (1909) se habían erigido como los dos clubes más importantes de la ciudad de La Paz, pero siempre en el marco de partidos o "matches" por desafío que resultaban ser insuficientes para la gran afición que había generado el fútbol en los 12 años que pasaron desde la implantación de este deporte en la ciudad.
Es así que estas dos instituciones deciden encabezar la organización de un torneo que permitiera competir a los mejores clubes de fútbol de la ciudad. Para ello pidieron el patrocinio de la Prefectura de La Paz que se avino a apoyar dicho proyecto que se hizo realidad en julio de 1911 como parte de los festejos de la ciudad por su Aniversario.
Se acudió a esta institución gubernamental al no existir todavía en Bolivia un ente rector del fútbol, pues el primero se crearía recién en 1914.

## Torneo
Es así que se convoca a los mejores clubes a presentarse con sus escuadras de primera categoría y acuden 10 de ellos, a saber:
- The Strongest FBC
- Nimbles Sport Association
- American Club
- Tidy FBC
- Club Illimani
- Unión Lighting
- Wanders FBC
- Juniors FBC
- Club 6 de Agosto
- The Three
- National Club

Las reglas siguieron los estándares de la International Football Association Board y el torneo se realizó en el formato de Copa, llegando a la final los dos mejores, The Strongest y Nimbles

## Final
| 16 de septiembre de 1911 | Nimbles Sport Association | 1-3 | The Strongest Foot Ball Club | Campo de la Avenida Arce, La Paz |  |
|                          |                           |     |                              | Asistencia: 2.000 espectadores   |  |

## Premios
Los premios consistieron en una Copa donada por la Prefectura y medallas de plata para ambos finalistas.